# Bobby Unser
Robert William "Bobby" Unser (Albuquerque, 20 de fevereiro de 1934 – 2 de maio de 2021) foi um automobilista norte-americano.

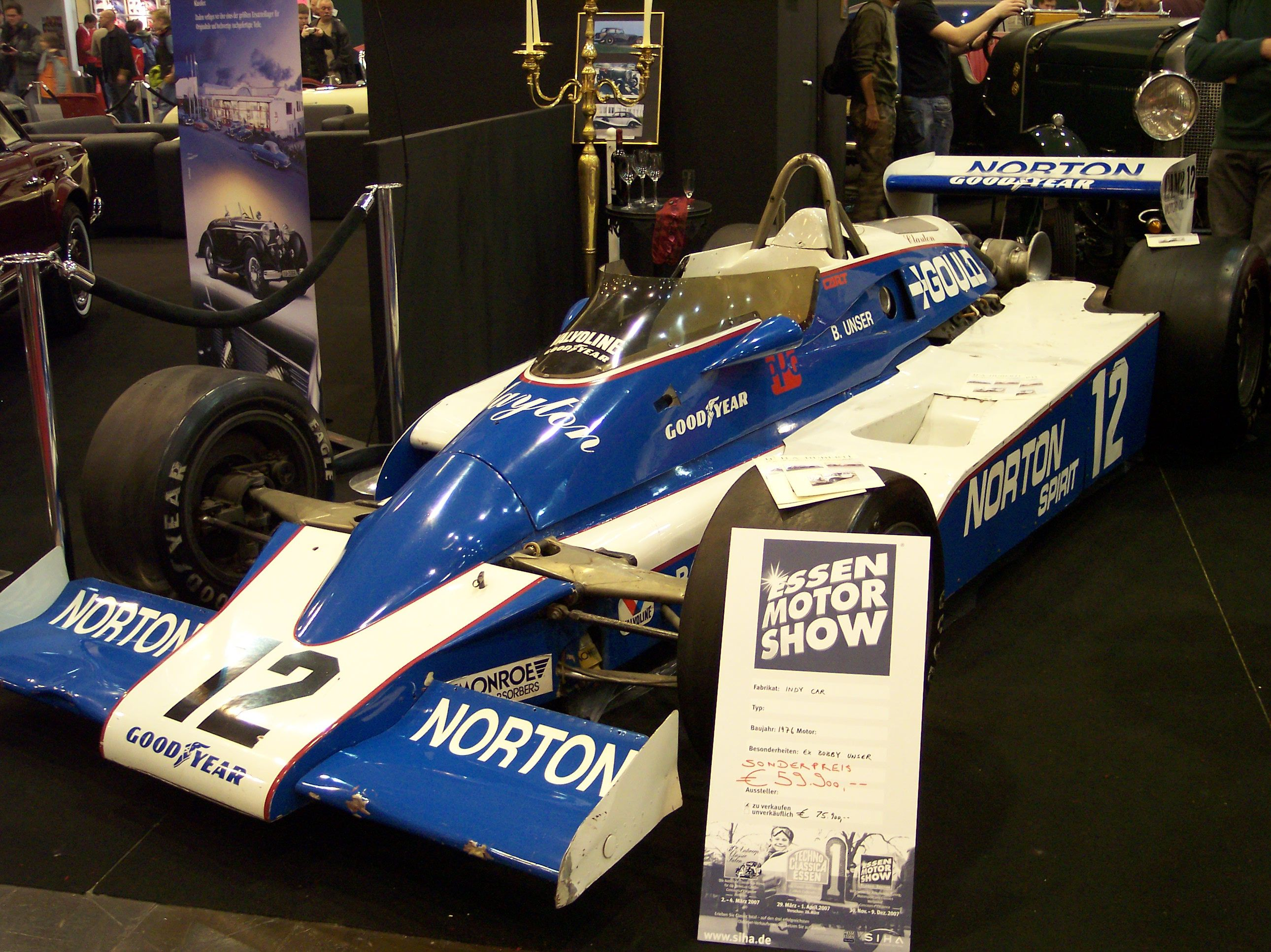
Carro de Bobby Unser na CART em 1979.

Ele é o irmão de Al Unser, Jerry Unser e Louis Unser, o pai de Robby Unser e o tio de Al Unser Jr e Johnny Unser. 
Venceu três vezes as 500 Milhas de Indianápolis em 1968, 1975 e 1981, e conquistou dois títulos do campeonato da USAC em 1968 e 1974. Foi introduzido ao International Motorsports Hall of Fame em 1990.
Participou do Grande Prêmio da Itália e do Grande Prêmio dos Estados Unidos de Fórmula 1 em 1968.
Junto ao conjunto de conquistas supracitadas, Bobby Unser detém também o recorde de ser o maior vencedor da Subida Internacional de Pikes Peak, tendo obtido 10 vitórias gerais na prova .

## Morte
Unser morreu 2 de maio de 2021, aos 87 anos de idade.

## 500 Milhas de Indianápolis[5]
| Ano  | Equipe              | Chassi            | Motor             | Pneus | Final |
| ---- | ------------------- | ----------------- | ----------------- | ----- | ----- |
| 1963 | Granatelli          | Kurtis Kraft 500K | Novi              | F     | 33º   |
| 1964 | Granatelli          | Ferguson P104     | Novi              | F     | 32º   |
| 1965 | Granatelli          | Ferguson P104     | Novi              | F     | 19º   |
| 1966 | Van Liew            | Huffaker 66       | Offenhauser       | G     | 8º    |
| 1967 | Leader Card         | Eagle 67          | Ford              | F     | 9º    |
| 1968 | Leader Card         | Eagle 68          | Offenhauser       | F     | 1º    |
| 1969 | Leader Card         | Lola T152         | Offenhauser       | F     | 3º    |
| 1970 | Leader Card         | Eagle 67          | Ford              | G     | 11º   |
| 1971 | All American Racers | Eagle 71          | Offenhauser       | G     | 12º   |
| 1972 | All American Racers | Eagle 72          | Offenhauser       | G     | 30º   |
| 1973 | All American Racers | Eagle 73          | Offenhauser       | G     | 13º   |
| 1974 | All American Racers | Eagle 74          | Offenhauser       | G     | 2º    |
| 1975 | All American Racers | Eagle 74          | Offenhauser       | G     | 1º    |
| 1976 | Fletcher            | Eagle 74-76       | Offenhauser       | G     | 10º   |
| 1977 | Fletcher            | Lightning Mk1/77  | Offenhauser       | G     | 18º   |
| 1978 | All American Racers | Eagle 78          | Ford Cosworth DFX | G     | 6º    |
| 1979 | Penske              | Penske PC-7       | Ford Cosworth DFX | G     | 5º    |
| 1980 | Penske              | Penske PC-9       | Ford Cosworth DFX | G     | 19º   |
| 1981 | Penske              | Penske PC-9B      | Ford Cosworth DFX | G     | 1º    |

## Fórmula 1
(Legenda)
| Ano  | Equipe                   | Chassis  | Motor        | 1   | 2   | 3   | 4   | 5   | 6   | 7   | 8   | 9         | 10  | 11        | 12  | Pontos | Posição |
| ---- | ------------------------ | -------- | ------------ | --- | --- | --- | --- | --- | --- | --- | --- | --------- | --- | --------- | --- | ------ | ------- |
| 1968 | Owen Racing Organisation | BRM P126 | BRM P101 V12 | RSA | ESP | MON | BEL | HOL | FRA | GBR | GER | ITA DNS G | CAN |           | MEX | -      | NC      |
| 1968 | Owen Racing Organisation | BRM P138 | BRM P101 V12 | RSA | ESP | MON | BEL | HOL | FRA | GBR | GER |           | CAN | EUA Ret G | MEX | -      | NC      |